# 默尔特河畔阿尔
默尔特河畔阿尔（法語：Art-sur-Meurthe，法語發音：[aʁ syʁ mœʁt]）是法国默尔特-摩泽尔省的一个市镇，位于该省南部，默尔特河右岸，属于南锡区。

## 地理
默尔特河畔阿尔（48°39'21"N, 6°15'56"E）面积11.47 平方千米，位于法国大東部大區默尔特-摩泽尔省，该省份为法国东北部内陆省份，是洛林的一部分，北邻比利时、卢森堡，北起顺时针与摩泽尔省、下莱茵省、孚日省和默兹省接壤。
与默尔特河畔阿尔接壤的市镇（或旧市镇、城区）包括：拉讷沃维尔-德旺南锡、勒农库尔、索尔叙尔莱南锡、通布莱讷、瓦朗热维尔。

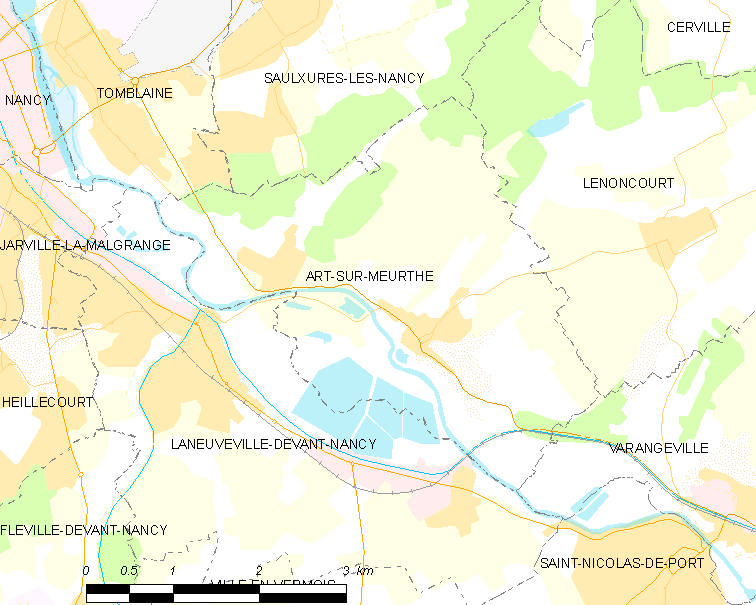
默尔特河畔阿尔的OSM定位图

默尔特河畔阿尔的时区为UTC+01:00、UTC+02:00（夏令时）。

## 行政
默尔特河畔阿尔的邮政编码为54510，INSEE市镇编码为54025。

## 政治
默尔特河畔阿尔所属的省级选区为格朗库罗内县。

## 人口

1962-2008年间默尔特河畔阿尔人口变化图示

默尔特河畔阿尔于2022年1月1日时的人口数量为1696人。